# 罅些喇提督大馬路
罅些喇提督大馬路 ，華人通常簡稱為提督馬路，位於澳門半島西北部。北起青洲大馬路與巴波沙大馬路交界，南接沙梨頭海邊街，呈東北－西南走向，以1911年年末澳门船政廳廳長、1926年7月22日至12月8日間任署理澳督的Hugo Carvalho de Lacerda Castelo Branco（1860年-1944年）命名，是葡萄牙殖民地政府官员Hugo Goodair de Lacerda Castelo Branco之子。
昔日是澳門半島西岸。1920年代澳葡政府於北段以西的水面開始填海，得出土地即為蓮峰球場。南段以西在1980年代以前為木材存放之地，也有製造業。1990年代以後填海成為住宅區。

## 重要地點
- 蓮峰廟及亞馬留遇刺紀念刻石
- 蓮峰球場
- 天主教殯儀館、思親園及鏡湖殯儀館
- 市政署市政狗房、舊牛房
- 麗都戲院（現為住宅「東方麗都」）
- 紅街市
- 治安警察局北區警司處

## 主要相交街道
- 青洲大馬路
- 美副將大馬路
- 雅廉訪大馬路
- 高士德大馬路
- 鏡湖馬路
- 白朗古將軍大馬路

## 事件
2007年澳門勞動節遊行隊伍在美副將大馬路、白朗古將軍大馬路和提督馬路交界爆發首次警民衝突，有噱號「抽水哥」的許姓閩籍治安警察更向天連開五槍，其中一顆子彈更懷疑打中400公尺以外的一名途人。